# Snooker-Saison 1990/91
Zur Snooker-Saison 1990/1991 gehörten 25 Snooker-Profiturniere, die zwischen August 1990 und Mai 1991 ausgetragen wurden.

## Saisonergebnisse
Die folgende Tabelle zeigt die Saisonergebnisse.
| Datum                                | Turnier                                  | Austragungsort | Art                   | Sieger         | Finalgegner         | Ergebnis     |
| 8. Juni bis 7. Oktober 1990          | Norwich Union Grand Prix                 | vers.          | Einladungsturnier     | John Parrott   | Steve Davis         | 4:2          |
| 23. August bis 25. August 1990       | Hong Kong Challenge                      | Hongkong       | Einladungsturnier     | James Wattana  | Jimmy White         | 9:3          |
| 12. September bis 16. September 1990 | Scottish Masters                         | Motherwell     | Einladungsturnier     | Stephen Hendry | Terry Griffiths     | 10:6         |
| 18. September bis 22. September 1990 | Humo Masters                             | Antwerpen      | Einladungsturnier     | John Parrott   | Jimmy White         | 9:6          |
| 26. September bis 29. September 1990 | International One Frame Shoot-Out        | Stoke-on-Trent | Einladungsturnier     | Darren Morgan  | Mike Hallett        | 2:1          |
| 1. Oktober 1990 bis 14. Mai 1991     | London Masters                           | London         | Einladungsturnier     | Steve Davis    | Stephen Hendry      | 4:0          |
| 8. Oktober bis 21. Oktober 1990      | Grand Prix                               | Reading        | Weltranglistenturnier | Stephen Hendry | Nigel Bond          | 10:5         |
| 29. Oktober bis 3. November 1990     | Asian Open                               | Guangzhou      | Weltranglistenturnier | Stephen Hendry | Dennis Taylor       | 9:3          |
| 5. November bis 11. November 1990    | Dubai Classic                            | Dubai          | Weltranglistenturnier | Stephen Hendry | Steve Davis         | 9:1          |
| 16. November bis 2. Dezember 1990    | UK Championship                          | Preston        | Weltranglistenturnier | Stephen Hendry | Steve Davis         | 16:15        |
| 1. Dezember bis 6. Dezember 1990     | Benson and Hedges Satellite Championship | Glasgow        | Einladungsturnier     | Alan McManus   | James Wattana       | 9:5          |
| 6. Dezember bis 15. Dezember 1990    | World Matchplay                          | Brentwood      | Einladungsturnier     | Jimmy White    | Stephen Hendry      | 18:9         |
| Anfang 1991                          | European Grand Masters                   | Monte-Carlo    | Einladungsturnier     | Martin Clark   | Ray Reardon         | 3:0          |
| Januar – Mai 1991                    | Matchroom League                         | vers.          | Einladungsturnier     | Stephen Hendry | Gruppenphase        | Gruppenphase |
| 1. Januar bis 12. Januar 1991        | Classic                                  | Bournemouth    | Weltranglistenturnier | Jimmy White    | Stephen Hendry      | 10:4         |
| 13. Januar bis 26. Januar 1991       | World Masters                            | Birmingham     | Einladungsturnier     | Jimmy White    | Tony Drago          | 10:6         |
| 3. Februar bis 10. Februar 1991      | Masters                                  | Preston        | Einladungsturnier     | Stephen Hendry | Mike Hallett        | 9:8          |
| 10. Februar bis 15. Februar 1991     | Welsh Professional Championship          | Newport        | Einladungsturnier     | Darren Morgan  | Mark Bennett        | 9:3          |
| 17. Februar bis 2. März 1991         | British Open                             | Derby          | Weltranglistenturnier | Stephen Hendry | Gary Wilkinson      | 10:9         |
| 11. März bis 16. März 1991           | European Open                            | Rotterdam      | Weltranglistenturnier | Tony Jones     | Mark Johnston-Allen | 9:7          |
| 21. März bis 24. März 1991           | Kent Cup                                 | Peking         | Einladungsturnier     | Joe Swail      | Marcus Campbell     | 5:0          |
| 2. März bis 7. April 1991            | Irish Masters                            | Kildare        | Einladungsturnier     | Steve Davis    | John Parrott        | 9:5          |
| 20. April bis 6. Mai 1991            | Snookerweltmeisterschaft                 | Sheffield      | Weltranglistenturnier | John Parrott   | Jimmy White         | 18:11        |
| 11. Mai bis 18. Mai 1991             | Pontins Professional                     | Prestatyn      | Einladungsturnier     | Neal Foulds    | Mike Hallett        | 9:6          |
| unbekannt                            | European Masters League                  | vers.          | Einladungsturnier     | Steve Davis    | Gruppenphase        | Gruppenphase |

## Qualifikationsturniere
| Datum        | Turnier                           | Austragungsort | Sieger                   | Finalist                    | Ergebnis    |
| ------------ | --------------------------------- | -------------- | ------------------------ | --------------------------- | ----------- |
| Mai 1989     | WPBSA Pro Ticket Series – Event 1 | Puckpool       | Jeff Cundy               | Jason Prince                | 5:3         |
| Juni 1989    | WPBSA Pro Ticket Series – Event 2 | Rye            | Ken Doherty              | Alan Trigg                  | 5:3         |
| Oktober 1989 | WPBSA Pro Ticket Series – Event 3 | Burnham-on-Sea | Jonathan Birch           | Drew Henry                  | 5:4         |
| Juli 1990    | Professional Play-offs            | Preston        | Sieger der dritten Runde | Verlierer der dritten Runde | verschieden |

## Weltrangliste
Die Snookerweltrangliste wird nur nach jeder vollen Saison aktualisiert und berücksichtigt die Leistung der vergangenen zwei Saisons. Die folgende Tabelle zeigt die 32 besten Spieler der Weltrangliste der Saison 1990/91; beruht also auf den Ergebnissen der Saisons 88/89 und 89/90. In den Klammern wird jeweils die Vorjahresplatzierung angegeben.
| Platz 1 – 8 | Platz 1 – 8         | Platz 9 – 16 | Platz 9 – 16        | Platz 17 – 24 | Platz 17 – 24        | Platz 25 – 32 | Platz 25 – 32          |
| ----------- | ------------------- | ------------ | ------------------- | ------------- | -------------------- | ------------- | ---------------------- |
| 1           | Stephen Hendry (3)  | 9            | Steve James (16)    | 17            | Joe Johnson (11)     | 25            | Bob Chaperon (??)      |
| 2           | Steve Davis (1)     | 10           | Dennis Taylor (8)   | 18            | Cliff Thorburn (7)   | 26            | Silvino Francisco (23) |
| 3           | John Parrott (2)    | 11           | Willie Thorne (9)   | 19            | Gary Wilkinson (38)  | 27            | Barry West (??)        |
| 4           | Jimmy White (4)     | 12           | Martin Clark (17)   | 20            | Steve Newbury (??)   | 28            | Cliff Wilson (18)      |
| 5           | Doug Mountjoy (10)  | 13           | Neal Foulds (20)    | 21            | Tony Knowles (12)    | 29            | Danny Fowler (??)      |
| 6           | Terry Griffiths (5) | 14           | John Virgo (13)     | 22            | Wayne Jones (??)     | 30            | Tony Drago (30)        |
| 7           | Mike Hallett (6)    | 15           | Tony Meo (14)       | 23            | Dene O’Kane (??)     | 31            | Eddie Charlton (22)    |
| 8           | Dean Reynolds (15)  | 16           | Alain Robidoux (35) | 24            | Peter Francisco (25) | 32            | James Wattana (neu)    |